# Planaise
Planaise – miejscowość i gmina we Francji, w regionie Owernia-Rodan-Alpy, w departamencie Sabaudia.
Według danych na rok 1990 gminę zamieszkiwało 326 osób, a gęstość zaludnienia wynosiła 78 osób/km² (wśród 2880 gmin regionu Rodan-Alpy Planaise plasuje się na 1304. miejscu pod względem liczby ludności, natomiast pod względem powierzchni na miejscu 1576.). 
Przez gminę przepływa rzeka Isère. 